# Bourguignon-lès-la-Charité
Bourguignon-lès-la-Charité là một xã thuộc tỉnh Haute-Saône trong vùng Bourgogne-Franche-Comté phía đông nước Pháp.